# Rädsjön
Rädsjön är en sjö i Mora kommun i Dalarna och ingår i Dalälvens huvudavrinningsområde. Sjön har en area på 0,58 kvadratkilometer och ligger 364,2 meter över havet. Vid provfiske har abborre, elritsa, röding och öring fångats i sjön.

## Delavrinningsområde
Rädsjön ingår i det delavrinningsområde (674502-141874) som SMHI kallar för Inloppet i Kättbosjön. Medelhöjden är 389 meter över havet och ytan är 12,49 kvadratkilometer. Det finns inga avrinningsområden uppströms utan avrinningsområdet är högsta punkten. Vattendraget som avvattnar avrinningsområdet har biflödesordning 5, vilket innebär att vattnet flödar genom totalt 5 vattendrag innan det når havet efter 368 kilometer. Avrinningsområdet består mestadels av skog (84 procent). Avrinningsområdet har 0,64 kvadratkilometer vattenytor vilket ger det en sjöprocent på 5,1 procent.